# Stevan Knićanin
Pour les articles homonymes, voir Knićanin (homonymie).
Stevan Petrović Knićanin (en serbe cyrillique : Стеван Петровић Книћанин), né à Knić en 1807 et mort à Belgrade en 1855, était un voïvode serbe. Il fut commandant des brigades de volontaires serbes en Voïvodine pendant la révolution de 1848-1849.
Stevan Petrović est né à Knić près de Kragujevac ; c’est de sa ville natale que provient son surnom de « Knićanin ».
Sous le règne du prince Miloš Obrenović, Knićanin est commissaire de la municipalité de Jasenica et, en 1839, il est commissaire du district de Smederevo.
Il soutient les « Défenseurs de la constitution » (ustavobranitelji). Pour cette raison, il doit prendre le chemin de l'exil (1840-1841).
À partir d’août 1848, Knićanin est commandant des brigades de volontaires serbes en Voïvodine. Il remporte les victoires de Pančevo et de Vršac.
En mai 1849, il rentre en Serbie et, en récompense de ses succès militaires, il reçoit le titre de voïvode.
La ville de Knićanin dans la province serbe autonome de Voïvodine lui doit son nom.

## Source
Jovan Mirosavljević, Brevijar ulica Novog Sada 1745-2001, Novi Sad, 2002.